# Leo Corsten
Leo Caspar Antoon Corsten (Roermond, 6 februari 1924 - Wageningen, 18 juli 2013) was een Nederlandse wiskundige op het gebied van de wiskundige statistiek.
Corsten promoveerde in 1957 aan de Landbouwhogeschool Wageningen op het proefschrift getiteld: Vectors, a Tool in Statistical Regression Theory. Hij was hoogleraar Wiskundige Statistiek aan de Landbouwhogeschool (nu Landbouwuniversiteit) Wageningen, eredoctor van de Poolse universiteit in Poznań en erelid van de International Biometric Society.